# Камигьо
Камигьо е един от 11-те района на Киото. За източна граница на района служи река Камо. Известни места на територията на Камигьо са Императорският дворец и училищата за чаена церемония Омотасенке и Урасенке. Населението на Камигьо е около 83 000 души (2008).

## Галерия
- Императорски дворец
- Императорски дворец
- Императорски дворец
- Императорски дворец
- Императорски дворец
- Императорски дворец
- Императорски дворец
- Императорски дворец
- Будистки храм Шококу-джи
- Будистки храм Шококу-джи
- Будистки храм Шококу-джи
- Будистки храм Шококу-джи
- Шинтоистки храм Тенман-гу
- Шинтоистки храм Тенман-гу
- Шинтоистки храм Тенман-гу
- Шинтоистки храм Тенман-гу
- Сеймей Джинджа
- Историческия музей